# Alejandro González Villalobos

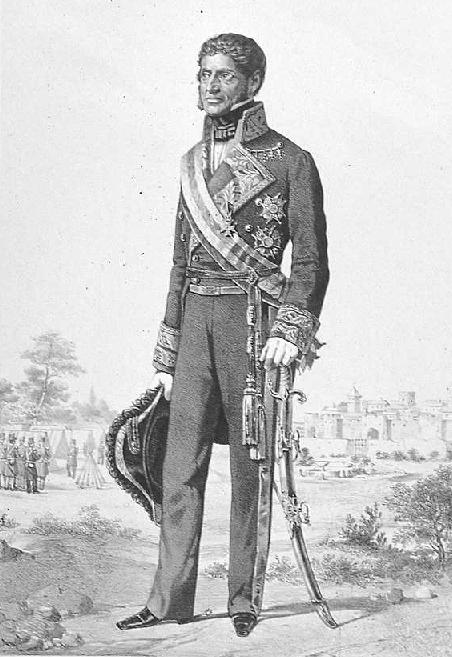
Litografía del Teniente General Alejandro González Villalobos.

Alejandro González Villalobos (Málaga, España, * 1784 - † 1854) fue un militar español, de destacada actuación en la guerra de independencia peruana. Comandó la tercera división del ejército realista durante la batalla de Ayacucho.

## Servicio en Perú
Combatió en la guerra contra la invasión francesa en la cual alcanzó el grado de teniente coronel, en 1814 fue nombrado comandante del batallón Gerona el cual organizó en Cataluña trasladándose luego con sus hombres a las islas Gaditanas donde terminó su instrucción. En 1815 zarpó de Cádiz con su batallón para incorporarse al Ejército Real del Perú, llegando a su destino en 1816 por la ruta de Panamá. Tras desembarcar en el puerto de Arica se unió al ejército de operaciones del Alto Perú. Bajo el mando del entonces coronel Gerónimo Valdés se distinguió en los combates contra las fuerzas del caudillo Martín Miguel de Güemes durante la campaña de 1817. En 1821 el ya coronel González Villalobos fue nombrado por el nuevo virrey La Serna subinspector general de las tropas de veteranas y de milicias del reino. En 1823 le fue confiada interinamente la Presidencia de la Real Audiencia del Cuzco, ascendido a brigadier ese mismo año y a mariscal de campo en 1824 concurrió a la batalla de Ayacucho donde mando una división de 1900 soldados entre los que se encontraban los restos de su antiguo batallón Gerona. Su unidad constituía la reserva del ejército real pero había perdido a casi todos sus veteranos en la campaña contra Olañeta por lo que fue fácilmente derrotada y dispersada a poco de entrar en acción.

## Regreso a España
Tras la capitulación de Ayacucho regresó a España donde se desempeñó como gobernador de Ciudad Rodrigo, capitán general de Castilla la Nueva y posteriormente inspector general de la milicia nacional. 
A lo largo de su carrera militar alcanzaría el grado de teniente general siéndole concedidas además la gran cruz de la Orden de San Hermenegildo y la gran cruz de la Orden de Isabel la Católica. Felleció en 1854 a la edad de 80 años.